# 國泰大廈

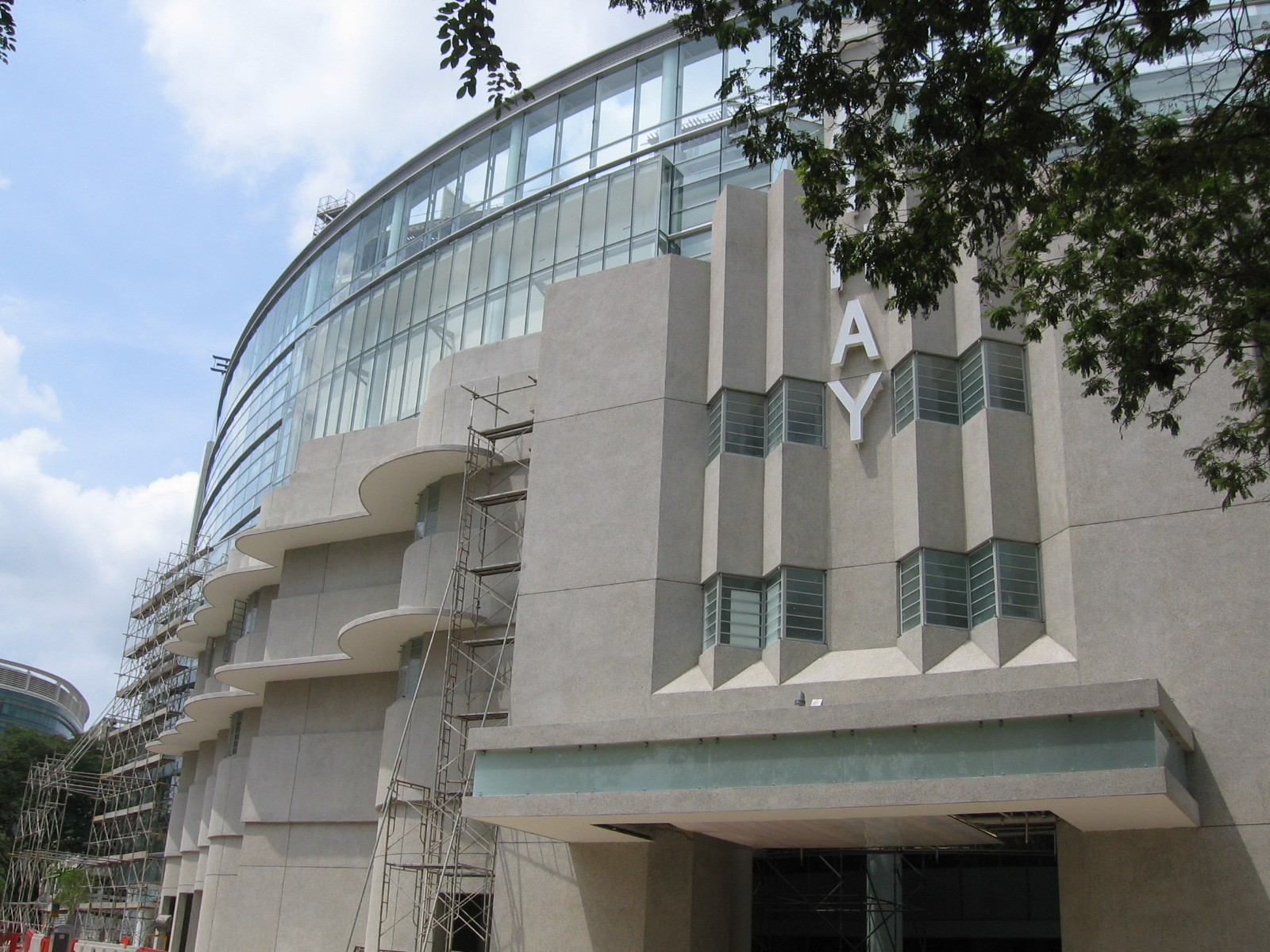
雖然國泰大廈的主要結構已經拆除，為新國泰大樓 (新加坡)發展騰出空間，然而舊建築前方的前牆立面被保存下來，並成為新加坡國家古蹟列表。

1°17′57.5″N 103°50′51.5″E / 1.299306°N 103.847639°E
國泰大廈 （英語：Cathay Building）是一棟位於新加坡博物館規劃區漢地路（Handy Road）的建築物，在1939年開幕時是英屬馬來亞廣播公司總部，之後並成為新加坡電影製片人陸運濤成立的國泰機構總部。大廈在當時是新加坡最高與東南亞最高之摩天大樓，直到1954年被亞洲保險大廈超越。

## 歷史
國泰大廈由英國建築師法蘭克·布魯爾（Frank·W·Brewer）於1930年代設計，共16層。建築物從多美歌入口處到頂樓水塔共83.5公尺高，在當時是新加坡與東南亞第一高摩天大樓。大廈於1939年10月3日開放，內設有1,300個座位的國泰戲院與國泰旅館，並裝設有中央空調系統，電影院的座位還使用的是扶手椅，這些在當時是島上最先進的設備。在當時，國泰大廈成為飛機降落在加冷機場前最後一座地標建築物。
1942年二次世界大戰初期，國泰大廈轉為一座紅十字會救難站。當新加坡淪陷後，國泰大廈被日本統治者當作日本廣播部門、軍事宣傳部門、軍事情報部門住所。日本人在這建築以日語進行廣播宣傳。這裡到1944年戰爭結束前，還是知名導演小津安二郎服役時在新加坡的住所。
當二戰在1945年結束後，國泰大廈成為第二次世界大戰東南亞戰區東南亞指揮所盟軍最高總司令路易斯·蒙巴顿海軍上將的總司令部。東南亞指揮所解散後，國泰大廈再度轉回為電影院與旅館。電影院還首度撥放第一支在新加坡播放的美國電影與英國電影。1948年，大廈安裝新型的空調系統。
1950年代，國泰旅館轉換為公寓用途。大廈在1978年由STS Leong重新翻修，原本的外牆設計被新的外牆遮蔽在內。1982年，美商Orange Julius在國泰大廈建立新加坡第1個據點。1990年，國泰機構在國泰劇院引進新加坡第1影藝戲院，其戲院與大廈相鄰，而國泰劇院也在同時期轉為兩廳院結構。2000年，因建築準備重建前，國泰劇院與影藝戲院因而暫停營業。

## 改建和保護
1990年代晚期，國泰機構宣布重新改建國泰大廈。2003年2月10日，大廈前牆面被登記為新加坡國家古蹟。改建工程由丹下都市建築設計的丹下憲孝與新加坡RDC建築事務所聯合設計，為保存古蹟，新建築融合1930年代前牆藝術立面。2006年3月24日，新國泰大樓正式開放。大樓內有商場、食品與飲料店、國泰影城、影藝戲院等，國泰公寓則於2006年底重新開放。

## 外部連結
- Official website of Cathay Cineplexes（英文）